# Pro Recco Waterpolo 1913 2016-2017

## Rosa
| N° |                       | Ruolo | Giocatore           |
| -- | --------------------- | ----- | ------------------- |
|    | Italia (bandiera)     | P     | Stefano Tempesti    |
|    | Italia (bandiera)     | P     | Goran Volarević     |
|    | Italia (bandiera)     | D     | Niccolò Figari      |
|    | Italia (bandiera)     | D     | Andrea Fondelli     |
|    | Montenegro (bandiera) | D     | Aleksandar Ivović   |
|    | Italia (bandiera)     | CV    | Francesco Di Fulvio |
|    | Italia (bandiera)     | CV    | Jacopo Alesiani     |
|    | Italia (bandiera)     | A     | Pietro Figlioli     |

| N° |                    | Ruolo | Giocatore               |
| -- | ------------------ | ----- | ----------------------- |
|    | Italia (bandiera)  | A     | Edoardo Di Somma        |
|    | Serbia (bandiera)  | A     | Dušan Mandić            |
|    | Spagna (bandiera)  | A     | Gonzalo Óscar Echenique |
|    | Croazia (bandiera) | A     | Sandro Sukno            |
|    | Italia (bandiera)  | CB    | Lorenzo Bruni           |
|    | Italia (bandiera)  | CB    | Matteo Aicardi          |
|    | Italia (bandiera)  | CB    | Michaël Bodegas         |

## Rosa in LEN Champions League 2016-17
| N° |                   | Ruolo | Giocatore             |
| -- | ----------------- | ----- | --------------------- |
| 1  | Italia (bandiera) | P     | Stefano Tempesti      |
| 2  | Italia (bandiera) | A     | Francesco Di Fulvio   |
| 3  | Serbia (bandiera) | A     | Dušan Mandić          |
| 4  | Italia (bandiera) | A     | Pietro Figlioli       |
| 5  | Spagna (bandiera) | D     | Guillermo Rios Molina |
| 6  | Serbia (bandiera) | CV    | Dusko PIjetlovic      |

| N° |                       | Ruolo | Giocatore         |
| -- | --------------------- | ----- | ----------------- |
| 7  | Croazia (bandiera)    | A     | Sandro Sukno      |
| 8  | Italia (bandiera)     | D     | Andrea Fondelli   |
| 9  | Montenegro (bandiera) | D     | Aleksandar Ivović |
| 10 | Serbia (bandiera)     | A     | Filip Filipović   |
| 11 | Italia (bandiera)     | CB    | Matteo Aicardi    |
| 12 | Italia (bandiera)     | CB    | Michaël Bodegas   |
| 13 | Italia (bandiera)     | P     | Goran Volarević   |

## Staff
- Allenatore:

Vladimir Vujasinović
- Vice-allenatore:

Jonathan Delgado
- Medico sociale:  Giorgio Maietta Farnese
- Preparatore atletico:  Francesco Rizzo
- Massaggiatore:  Stefano Bordino ed Elisa Iavarone

## Mercato
| Acquisti | Acquisti                | Acquisti         | Acquisti |
| R.       | Nome                    | da               |          |
| -------- | ----------------------- | ---------------- | -------- |
| P        | Goran Volarević         | Acquachiara      |          |
| CV       | Jacopo Alesiani         | Savona           |          |
| CV       | Guillermo Molina        | AN Brescia       |          |
| A        | Edoardo Di Somma        | Sport Management |          |
| A        | Gonzalo Óscar Echenique | Primorje         |          |
| CB       | Lorenzo Bruni           | Florentia        |          |

| Cessioni | Cessioni          | Cessioni          | Cessioni |
| R.       | Nome              | a                 |          |
| -------- | ----------------- | ----------------- | -------- |
| P        | Giacomo Pastorino | fine rapporto     |          |
| P        | Fabio Viola       | Sport Management  |          |
| D        | Massimo Giacoppo  | Ortigia           |          |
| D        | Niccolò Gitto     | Sport Management  |          |
| A        | Alex Giorgetti    | Canottieri Napoli |          |